# Monotrysia
Monotrysia trata-se de uma divisão de mariposas dentro da ordem Lepidoptera, de estabilidade taxonômica questionável. O nome da divisão se deu pela caracterítica das fêmeas adultas possuírem apenas uma abertura genital, diferentemente das demais espécies da infraordem Heteroneura, que possuem duas aberturas separadas para cópula e postura de ovos (i.e. Ditrysia). Além disto, caracterizam-se por possuírem palpos maxilares vestigiais.
Tradicionalmente, inclui famílias menos estudadas de mariposas como Palaephatidae, Andesianidae e Hepialidae, dentre outras . O número de famílias inclusas na divisão varia de acordo com a autoridade pela classificação.
1. ↑  Davis, Donald R. (1986). «A New Family of Monotrysian Moths from Austral South America (Lepidoptera: Palaephatidae), with a Phylogenetic Review of the Monotrysia». Smithsonian Contributions to Zoology (434): 1–202. ISSN 0081-0282. doi:10.5479/si.00810282.434. Consultado em 20 de agosto de 2023